# Von heute auf morgen

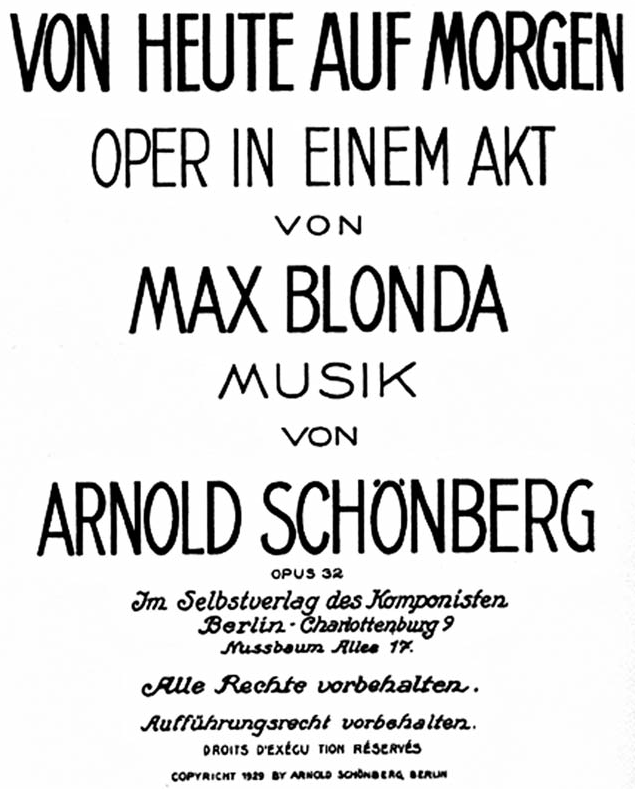
Page de titre de la partition de Von heute auf morgen, 1929.

Von heute auf morgen (Du jour au lendemain) est un opéra en un acte composé par Arnold Schoenberg sur un livret en allemand de Max Blonda, pseudonyme de Gertrud Schoenberg, la femme du compositeur. L'œuvre a le numéro d'opus 32.

## Présentation
L'opéra a été composé à la fin de 1928 et terminé les premiers jours de 1929. Il fut créé à Francfort le 1er février 1930 sous la direction de William Steinberg, dans une mise en scène de Herbert Graf. C'est le premier opéra dodécaphonique de Schoenberg et sa seule comédie.

## Représentations
Après la première en 1930 à Francfort, le compositeur dirigea une exécution à la radio à Berlin. Ensuite l'opéra ne fut plus joué du vivant du compositeur. La création en France a eu lieu en 1967 au Théâtre des Champs-Élysées sous la direction de Leon Barzin avec Leonard Delaney (Le Mari) et Helga Pilarczyk (La Femme).

## Rôles
| Rôle        | Voix       | Création 1er février 1930 (direction : William Steinberg) |
| ----------- | ---------- | --------------------------------------------------------- |
| La Femme    | soprano    | Else Gentner-Fischer (en)                                 |
| L'Amie      | soprano    | Elisabeth Friedrich                                       |
| Le Chanteur | ténor      | Anton Maria Topitz                                        |
| Le Mari     | baryton    | Benno Ziegler                                             |
| L'enfant    | rôle parlé |                                                           |

## Synopsis
L'action se déroule dans une pièce moderne, salon/chambre à coucher.
Le mari et la femme viennent de rentrer d'une soirée et se racontent leurs flirts, le Mari avec l'Amie et la Femme avec le Chanteur, ce qui éveille la jalousie du Mari. La Femme se change et redevient désirable aux yeux du Mari.
Le téléphone sonne : c'est le Chanteur qui est en compagnie de l'Amie et qui propose de finir la soirée à quatre.
La femme se change encore ce qui exacerbe la jalousie du Mari, il réalise qu'elle est la femme de sa vie.
Le Chanteur et l'Amie comprennent qu'ils sont venus en vain.
La famille prend le café le lendemain matin. Le Mari ne trouve plus « modernes » ces gens qui passent « du jour au lendemain ».
Durée approximative : 55 minutes.

## Instrumentation
2 flûtes, 2 hautbois, 4 clarinettes, 2 bassons, 3 saxophones, 2 cors, 2 trompettes, 3 trombones, tuba, percussion, mandoline, guitare, harpe, piano, célesta, cordes.

## Film
- Jean-Marie Straub et Danièle Huillet ont enregistré et porté à l'écran en noir et blanc l'opéra (Du jour au lendemain, 1997, 35 mm, 62 min)

## Enregistrements
- Radio-Sinfonie-Orchester de Francfort, direction Michael Gielen, Christine Whittlesey, Claudia Barainsky, Ryszard Karczykowski, Richard Salter, 1996, Classic Produktion Osnabrück
- Royal Philharmonic Orchestra, direction Robert Craft, Erika Schmidt, Heather Harper, Herbert Schachtschneider, Derrik Olsen, 1964, Columbia